# David Grisman

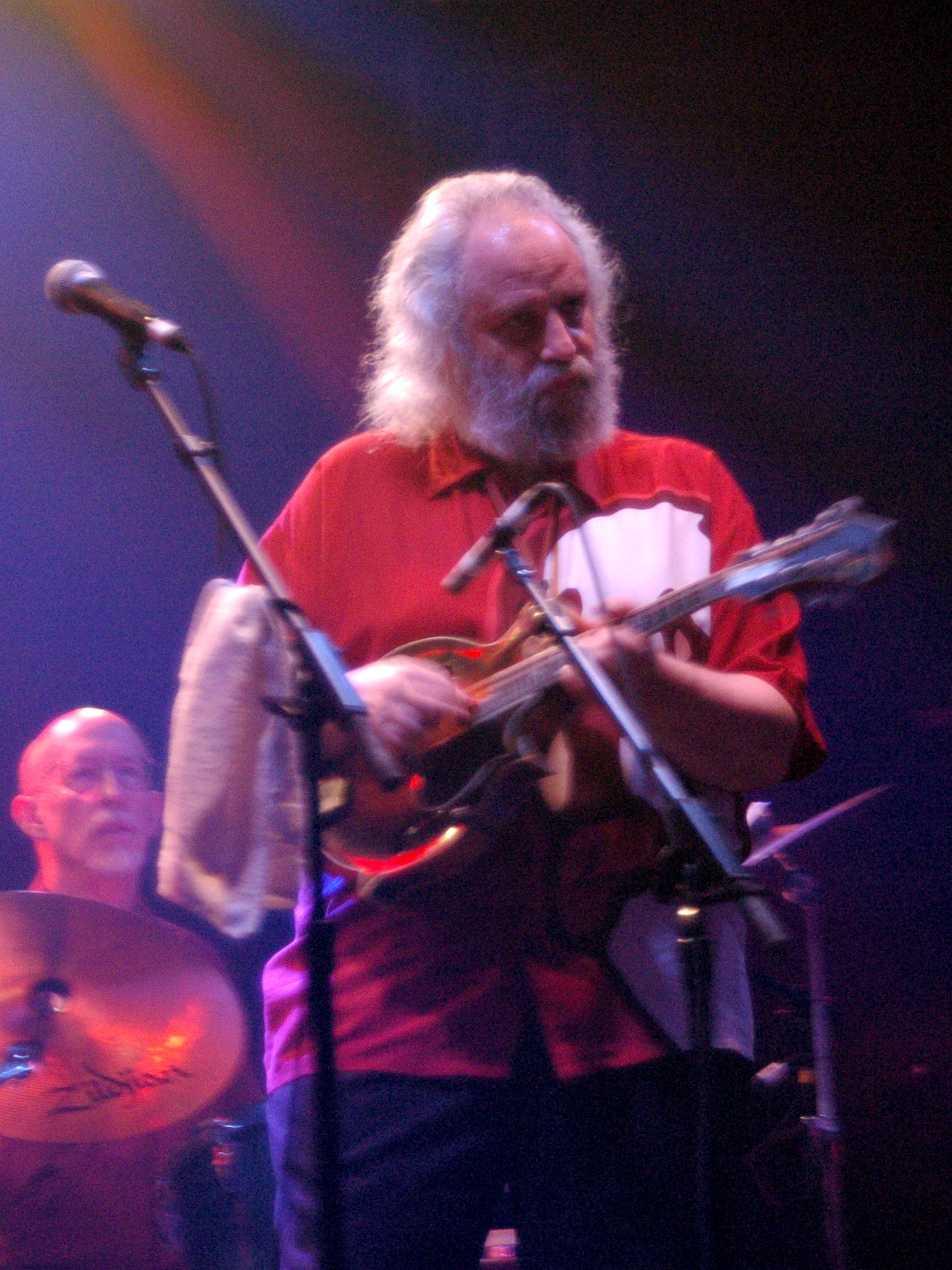
David Grisman, Granada Theater Dallas (2006)

David Grisman (Hackensack, New Jersey, 23 maart 1945) is een bekend mandolinespeler in het bluegrass/newgrasscircuit en is bekend als componist van akoestische muziek.
Grisman begon zijn muzikale carrière in 1963 als lid van de Even Dozen Jug Band. Zijn bijnaam "Dawg" werd hem aangemeten door zijn goede vriend Jerry Garcia. Dawg-muziek, zoals Grisman het noemt, is een mix van bluegrass en Django Reinhardt/Stéphane Grappelli-achtige jazz. Grappelli speelde ook persoonlijk mee in een aantal nummers van het album Hot Dawg. De versmelting met het jazztijdperk van Reinhardt, zoals onder meer op laatstgenoemde plaat, heeft tot de nieuwe stroming newgrass geleid.
Grisman richtte in 1990 het onafhankelijke platenlabel Acoustic Disc op. Het label is gevestigd in San Rafael, Californië, en is gespecialiseerd in bluegrass, folk, jazz en Dawg-muziek.

## Discografie
- The David Grisman Quintet (1977)
- Hot Dawg (1979)
- Quintet '80 (1980)
- Mondo Mando (1981)
- Dawg Jazz/Dawg Grass (1982)
- Here Today (1982)
- David Grisman (1983)
- David Grisman's Acoustic Christmas (1983)
- Mandolin Abstractions (1983)
- Acousticity (1984)
- Svingin' with Svend (1986)
- Home Is Where The Heart Is (1988)
- Dawg '90 (1990)
- Garcia/Grisman (1991)
- Common Chord (1993)
- David Grisman Rounder Compact Disc (1993)
- Dawgwood (1993)
- Tone Poems (1994)
- Dawganova (1995)
- Tone Poems II (1995)
- Dawg Duos (1999)
- Retrograss (1999)
- Tone Poems III: The Sound Of The Great Slide & Resophonic Instruments (2000)
- New River (2001)
- Traversata (2001)
- Dawgnation (2002)
- Life Of Sorrow (2003)
- Dawg's Groove (2006)
- DGBX (2006)
- New Shabbos Waltz (2006)

- Biblioteca Nacional de España: XX890861
- Bibliothèque nationale de France: cb139890557 (data)
- Gemeinsame Normdatei: 134391373
- International Standard Name Identifier: 0000 0000 7828 1448
- Library of Congress Control Number: n79100090
- MusicBrainz: 402e4f4f-33aa-4b2b-9fdb-3cb4eb38f729
- Nationale Bibliotheek van Israël: 987007400426405171
- Nederlandse Thesaurus van Auteursnamen: 097845396
- SNAC: w6p02st2
- Virtual International Authority File: 61741232
- WorldCat: E39PBJfWVfg76GWGKQGjjCvGpP